# جبل سنام (يافع)

تعديل مصدري - تعديل

جبل سنام هي إحدى قرى عزلة لبعوس بمديرية يافع التابعة لمحافظة لحج، بلغ تعداد سكانها 90 نسمة حسب تعداد اليمن لعام 2004.